# Erich Raeder
Erich Johann Albert Raeder (Wandsbek, 24 april 1876 – Kiel, 6 november 1960) was een Duits admiraal en Opperbevelhebber van de oorlogsvloot (Kriegsmarine). Hij diende Hitlers oorlogspolitiek tot hij in 1943 werd vervangen. Tijdens het Proces van Neurenberg werd Raeder veroordeeld tot levenslange gevangenisstraf; in 1955 werd hij op vrije voeten gesteld.

## Militaire loopbaan tot 1933
Raeder diende in de Eerste Wereldoorlog onder admiraal Franz von Hipper. In 1920, na de Eerste Wereldoorlog, was hij indirect betrokken bij de rechtse Kapp-putsch van Wolfgang Kapp. Daarna werd hij op non-actief gesteld. In deze tijd valt ook zijn arbeid als maritiem historicus op. In 1928 werd hij opperbevelhebber van de Duitse oorlogsvloot met de rang van admiraal.

## Admiraal onder Hitler
Hitler had al voor de machtsovername in 1933 in zijn boek Mein Kampf en bij andere gelegenheden gepleit tegen een sterke marine, omdat hij dacht dat de Brits-Duitse rivaliteit ter zee de Britse vijandschap tijdens de Eerste Wereldoorlog tegen Duitsland veroorzaakt had, terwijl hij de Britten als potentiële bondgenoten zag. Raeder wist hem echter om te praten en zijn rol werd dus steeds groter. Hij werd door Hitler op de hoogte gesteld van de oorlogsplannen en werd door hem vertrouwd, hoewel Raeder pas in 1937 lid werd van de Nationaalsocialistische Duitse Arbeiderspartij. In 1939 werd hij grootadmiraal, de hoogste rang binnen de Duitse Kriegsmarine. Opmerkelijk is dat Raeder in april 1931 als admiraal ontslag had verleend aan een jonge marineofficier Reinhard Heydrich wegens het onwaardig verbreken van huwelijksbeloften. Heydrich zette later zijn loopbaan door via de SS, waar hij zou uitgroeien tot een van de beruchtste nazioorlogsmisdadigers.
Raeders marine speelde een belangrijke rol bij de verovering van Denemarken en Noorwegen in 1940. Daarna kreeg hij de taak om de Duitse wateren te beschermen tegen de geallieerden en trans-Atlantische konvooien naar Engeland en, vanaf juni 1941, de Moermansk-konvooien naar de Sovjet-Unie aan te vallen. Dit leverde wel enkele successen op, maar te weinig om de verliezen van de Admiral Graf Spee (1939), de Blücher (1940) en de Bismarck (1941) goed te maken. Door voortdurende Britse bombardementen op Duitse schepen in de Atlantische havens hadden die het te druk met hun eigen veiligheid en met het repareren van de schade. De U-boten van admiraal Karl Dönitz deden het beter. Hitler en ook zijn plaatsvervanger Hermann Göring van de Luftwaffe waren steeds minder te spreken over Raeder. Hij diende in januari 1943 na de Zeeslag in de Barentszzee en het einde van zijn Z-Plan zijn ontslag in. Hij werd opgevolgd door Dönitz, die toen de kans kreeg alle middelen op het U-bootwapen te zetten. Raeder kreeg de rang van 'Admiraal-Inspecteur', die voordien nog niet bestond in de Kriegsmarine en ook niet veel inhield; het was duidelijk bedoeld om zijn gezicht te redden.

## Proces, gevangenschap en laatste levensjaren
In 1946 werd Raeder tijdens de Processen van Neurenberg tot levenslange gevangenisstraf veroordeeld. In dit vonnis speelden de door het Verdrag van Versailles verboden uitbouw van de oorlogsvloot, het kennis dragen van de plannen van Hitler tot het voeren van aanvalsoorlogen, het aanstichten tot een oorlog met Noorwegen en het laten torpederen van handelsschepen (de onbeperkte duikbootoorlog) een doorslaggevende rol. Raeder zat zijn straf uit in de Berlijnse Spandau-gevangenis. Vanwege zijn slechte gezondheid kwam hij, reeds hoogbejaard, op 26 september 1955 op vrije voeten. In de vijf jaren die hem nog bleven schreef hij zijn memoires. Erich Raeder overleed in 1960 op 84-jarige leeftijd. De grafrede werd gehouden door gewezen nazi-admiraal Karl Dönitz.

## Militaire loopbaan
- Kadett: 16 april 1894[4]
- Seekadett: 13 mei 1895[4][5]
- Unterleutnant zur See: 25 oktober 1897[4][5]
- Leutnant zur See: 1 januari 1899[5]
- Oberleutnant Zur See: 9 april 1900[4][5]
- Kapitänleutnant: 21 maart 1905[4][5]
- Korvettenkapitän: 15 april 1911[4][5]
- Fregattenkapitän: 26 april 1917[4][5]
- Kapitän zur See: 29 november 1919[5] - 19 november 1919[4]
- Konteradmiral: 1 augustus 1922[5] - 31 juli 1922[4]
- Vizeadmiral: 10 september 1925[5] - 1 april 1925[4]
- Admiral: 1 oktober 1928[4][5]
- Generaladmiral: 20 april 1936[4][5]
- Großadmiral: 1 april 1939[4][5]

## Decoraties
- Ridderkruis van het IJzeren Kruis (nr.1) op 30 september 1939 als Großadmiral en Opperbevelhebber van de Kriegsmarine[4][5][6][7][8][9]
- Orde van de Dubbele Draak (China), 2e graad op 10 oktober 1898[5][9]
- China-Herdenkingsmunt op 12 december 1901[5]
- Orde van de Rode Adelaar, 4e Klasse op 22 juni 1907[5][9][10]
- Huisorde en Orde van Verdienste van Hertog Peter Friedrich Ludwig, 2e Klasse met de zilveren Kroon op 17 september 1907[10]
- Orde van de Rode Adelaar, 4e Klasse met Kroon op 5 september 1911[5][9][10]
- Commandeurskruis der Frans Jozef-orde op 5 september 1911[5] - 16 september 1911[9][10]
- Commandeurskruis in de Orde van de Verlosser op 14 mei 1912[5][10]
- Orde van Sint-Stanislaus, 2e Klasse op 16 april 1913[5][9]
- IJzeren Kruis 1914, 1e Klasse (18 februari 1915) en 2e Klasse (19 november 1914)[4][5][8][9][10]
- Medaille van de Orde van de Eer met Sabels[5][9]
- IJzeren Halve Maan[5]
- Friedrich August-Kruis, 1e Klasse (22 augustus 1916)[5] en 2e Klasse[5]
- Ridderkruis in de Huisorde van Hohenzollern met Zwaarden op 3[5] - 5 juni 1916[9]
- Orde van Militaire Verdienste (Beieren), 4e Klasse met Zwaarden en Kroon op 20 december 1916[5][9]
- Kruis voor Militaire Verdienste (Oostenrijk-Hongarije), 3e Klasse met Oorlogsdecoratie op 4 september 1918[5][9]
- Grootkruis in de Orde van Verdienste ter Zee (Spanje) op 16 november 1928[5][9]
- Grootkruis in de Orde van Verdienste van de Marine (Spanje) in het Wit op 21 augustus 1939[5][8][9]
- Grootofficier in de Orde van Verdienste (Chili) in augustus 1928[5][9]
- Grootofficier in de Orde van Sint-Mauritius en Sint-Lazarus op 7 mei 1934[5][9]
- Grootkruis in de Militaire Orde van Verdienste op 28 juni 1934[5][9]
- Erekruis voor Frontstrijders in de Wereldoorlog op 9 oktober 1934[5][8]
- Orde van Verdienste (Hongarije)
  - Grootkruis met Oorlogslint en Zwaarden op 8 februari 1943[5]
  - 1e Klasse op 5 december 1934[5][8]
- Grootkruis in de Orde van de Witte Roos op 27 februari 1936[5][9]
- Dienstonderscheiding van Leger en Marine voor (25 dienstjaren) op 2 oktober 1936[5][8]
- Duits Olympisch Ereteken, 1e Klasse op 16 augustus 1936[5][8][9]
- Gouden Ereteken van de NSDAP op 30 januari 1937[5][8]
- Orde van Sint-Mauritius en Sint-Lazarus
  - Grootkruis op 20 september 1937[8][9] - 29 september 1937[5]
  - Grootofficier op 7 mei 1934[5]
- Grootlint in Orde van de Rijzende Zon met Sterren op 9 november 1937[5][8][9]
- Grootkruis in de Orde van de Witte Adelaar (Servië) op 2 juni 1939[5][9]
- Medaille ter Herinnering aan de 1e Oktober 1938 op 25 oktober 1938[9]
- gesp „Prager Burg“ op 19 september 1939[9]
- Medaille ter herinnering aan de Thuiskomst van het Memelland[5][9]
- Herhalingsgesp bij IJzeren Kruis 1939, 1e Klasse[4][5] (30 september 1939) en 2e Klasse[4][5] (30 september 1939)[5][8][9]
- Grootkruis in de Orde van het Zwaard (Zweden) op 24 oktober 1940[9]
- Grootkruis in de Sint-Alexanderorde met Zwaarden op 3 september 1941[5][8]
- Orde van Michaël de Dappere, 1e, 2e en 3e Klasse op 14 oktober 1941[5][8][10]
- Grootkruis in de Orde van het Vrijheidskruis met Zwaarden op 25 maart 1942[5][8][10]
- Grootkruis in de Militaire Orde van Savoye op 4 april 1942[5][8]
- Grootkruis in de Orde van de Kroon van Koning Zvonimir met Zwaarden en andere Decoraties op 26 september 1942[9]
- Grootkruis in de Orde van Militaire Verdienste met Zwaarden op 3 februari 1943
- Eredoctoraat in filosofie van de faculteit van de Christian Albrechts Universiteit op 31 mei 1926
- Herinneringsmedaille aan de Bulgaarse Oorlog op 20 november 1917[5]
- Herinneringsmedaille aan de Hongaarse Oorlog met Zwaarden op 3 juni 1931[5]
- Dienstonderscheidingkruis op 2 oktober 1936[9]
- Herinneringsmedaille aan de Oorlog (Bulgarije) op 30 november 1937[9]
- Gouden Hamburgse Ere-medaille op 1 april 1939[9]
- Onderscheiding voor Trouwe Dienst (Pruisen)[5]
- Orde van het Schitterende Jade[5]

Martin Bormann · Karl Dönitz · Hans Frank · Wilhelm Frick · Hans Fritzsche · Walther Funk · Hermann Göring · Rudolf Hess · Alfred Jodl · Ernst Kaltenbrunner · Wilhelm Keitel · Gustav Krupp von Bohlen und Halbach · Robert Ley · Konstantin von Neurath · Franz von Papen · Erich Raeder · Joachim von Ribbentrop · Alfred Rosenberg · Fritz Sauckel · Hjalmar Schacht · Baldur von Schirach · Arthur Seyss-Inquart · Albert Speer · Julius Streicher